# انمون گوتیه
انمون گوتیه (فرانسوی: Ennemond Gaultier‎؛ ‏ ۱ ژانویهٔ ۱۵۷۵ – ۱۱ دسامبر ۱۶۵۱) آهنگساز اهل فرانسه بود. 
وی از سال ۱۶۲۰ پیشخدمت ماری مدیچی و نوازندهٔ لوت دربار بود. وی را سازندۀ یکی از نخستین نمونه‌های موسیقی تونبو می‌دانند.